# Phomopsis cruciferae
Phomopsis cruciferae är en svampart som beskrevs av Grove 1917. Phomopsis cruciferae ingår i släktet Phomopsis och familjen Diaporthaceae.   Inga underarter finns listade i Catalogue of Life.